# Alan Milburn
Alan Milburn (ur. 27 stycznia 1958 w Tow Law) – brytyjski polityk i członek Partii Pracy, minister w rządach Tony’ego Blaira.
Milburn urodził się we wioske Tow Law. Dorastał w Newcastle upon Tyne, gdzie uczęszczał do John Marley School oraz do Stokesley Comprehensive School, położonej 8 mil od Middlesbrough. Podczas studiów na uniwersytecie Lancaster stał się zwolennikiem idei Trockiego. Po zakończeniu studiów Milburn powrócił do Newcastle, gdzie wraz z Martinem Spence’em założył małą księgarnię o radykalnym profilu nazwaną „Dniami Nadziei”. W 1988 r. Milburn koordynował kampanię w obronie budownictwa okrętowego w Sunderland. W tym samym roku został przewodniczącym Partii Pracy w okręgu Newcastle upon Tyne Central. Kontynuował również karierę w związkach zawodowych. W 1992 r. dostał się do Izby Gmin jako reprezentant okręgu Darlington.
W parlamencie Milburn związał się z reformatorskim nurtem w Partii Pracy i stał się jednym ze stronników Tony’ego Blaira. Po wyborczym zwycięstwie laburzystów w 1997 r. Milburn został ministrem stanu w resorcie zdrowia. 23 grudnia 1998 r. wszedł w skład gabinetu jako naczelny sekretarz skarbu. W październiku 1999 r. został ministrem zdrowia. Nadzorował tam modernizację Narodowej Służby Zdrowia. 12 czerwca 2003 r. niespodziewanie zrezygnował ze stanowiska tłumacząc to niemożnością pogodzenia pracy w Londynie z życiem rodzinnym na północnym wschodzie Anglii.
Jako deputowany z tylnych ław Milburn pozostał stronnikiem Blaira. We wrześniu 2004 r. powrócił do gabinetu jako Kanclerz Księstwa Lancaster. Miał nadzorować nadchodzącą kampanię wyborczą Partii Pracy, ale ostatecznie z tego zrezygnował. W noc wyborów w maju 2005 r. Milburn ogłosił, że ostatecznie rezygnuje ze stanowisk rządowych. Po odejściu Tony’ego Blaira ze stanowiska lidera laburzystów nazwisko Milburna pojawiało się jako nazwisko jednego z możliwych kontrkandydatów Gordona Browna, jednak Milburn w wyborach na lidera partii nie wystartował. W 2007 r. był doradcą lidera Australijskiej Partii Pracy Kevina Rudda podczas zwycięskiej dla niego kampanii wyborczej.